# インタビューボード

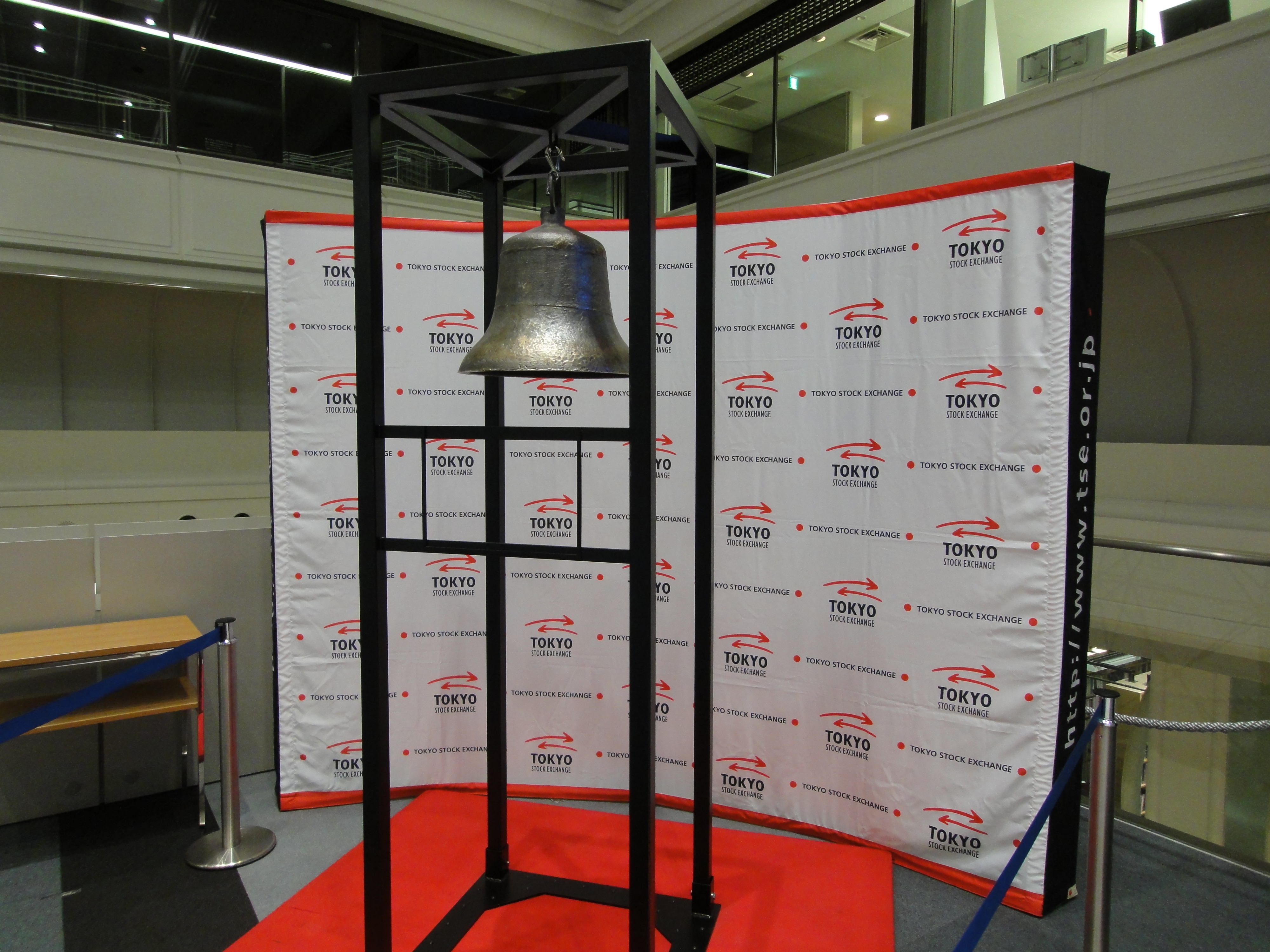
東京証券取引所にて

インタビューボードとは、マスメディアなどに向けて行なわれる記者会見の際に、取材を受ける人物の背景に写り込むことを考慮し、広告・PRを目的として作成・使用される、衝立の一種である。インタビューパネル、会見パネル、バックパネル、バックボードなど、さまざまな呼ばれ方がある。英語では『Interview Backdrops』と呼ばれる事が多いようである。

## 概要
スポーツの試合前後のインタビューや、映画やドラマ・商品などの新作発表会などでは、記者会見の場において広告効果を期待する意味で、対象者がスポンサー企業のロゴが入った帽子や衣装(これはモータースポーツ界で、特に顕著である。ニキ・ラウダの項を参照)を身に付けた状態で取材の席に臨むことがある。これを拡大する形で、どのような撮影構図になっても広告が写り込むことを追求する中で発生したのが、現在のようなインタビューボードの姿である。日本においては、従来の記者会見の場での定番であった金屏風の代わりに用いられる例もある。また、政党・省庁・地方公共団体といった公共性の強い団体の取材の場でも、近年の日本では背景にインタビューボードを設置する例が多い。

## 構造
設置する広告業者などが各自独自にデザイン・製作する関係上、特に決まった形式というものは無いが、おおむね以下の構造を踏まえたものとなっている例が多い。

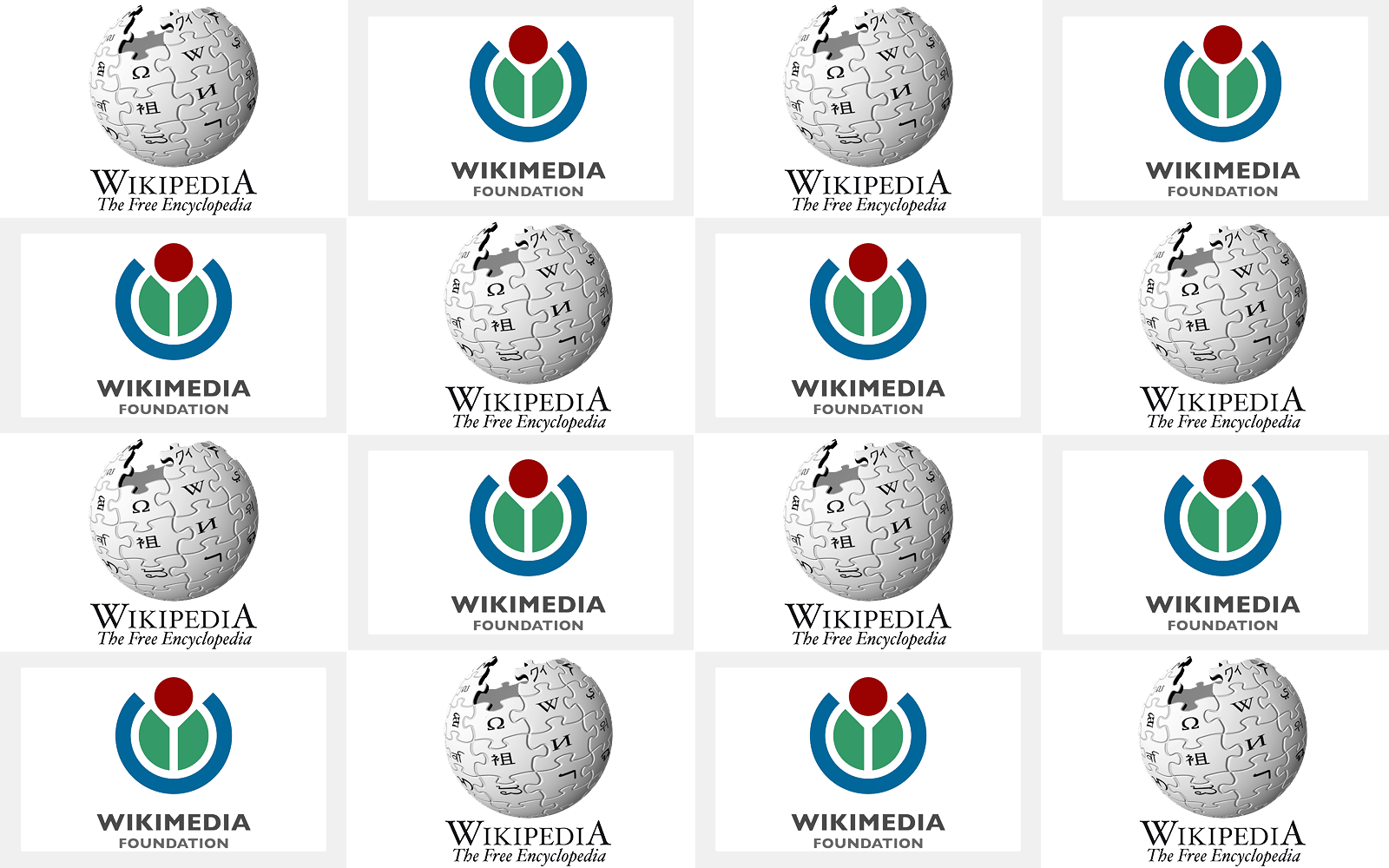
ウィキペディア・ウィキメディア財団のロゴを使った図柄の例

- 一つのロゴ・『マス』の大きさは、人物と同時に写る事を考慮し、縦10-30cm・横20-40cmほどになる例が多いが、もちろんこれらの寸法はあくまで目安である。
- 複数の企業ロゴ・あるいはブランドのロゴを、ボードの表面に色を違えた市松模様的に配置する。単独の団体での記者会見では、団体名だけではなくスローガン（例・『がんばろう東北』など）を交える事もある。また、ロゴを小さくすればそれだけ多くの広告が写りこむ事になるが、最大でも6･7種類どまりな例が大半である。
- ボードの高さは、一般的な人間の身長よりやや高い、おおむね2-3m程度の物が多い。
- 材質もさまざまで、スポーツ大会など屋外での使用が前提の場合は、テントなどにも使われる耐水性素材のシートを折り畳み式のパイプ組みで支えるものや、組み立て・撤去が容易な軽量の素材（スチレンボードなど）に耐水印刷した紙を貼り付けたものなどが用いられる。

## 起源
それまでの会見では、単なる金屏風・ないしはプロ野球の入団会見では球団旗を背景にしつらえるのが一般的であったが、F1などモータースポーツでは比較的早期に、この配置を持つ背景パネルの登場が確認できる(外部リンク→1989年・F1スペインGPの表彰台)。

## ギャラリー

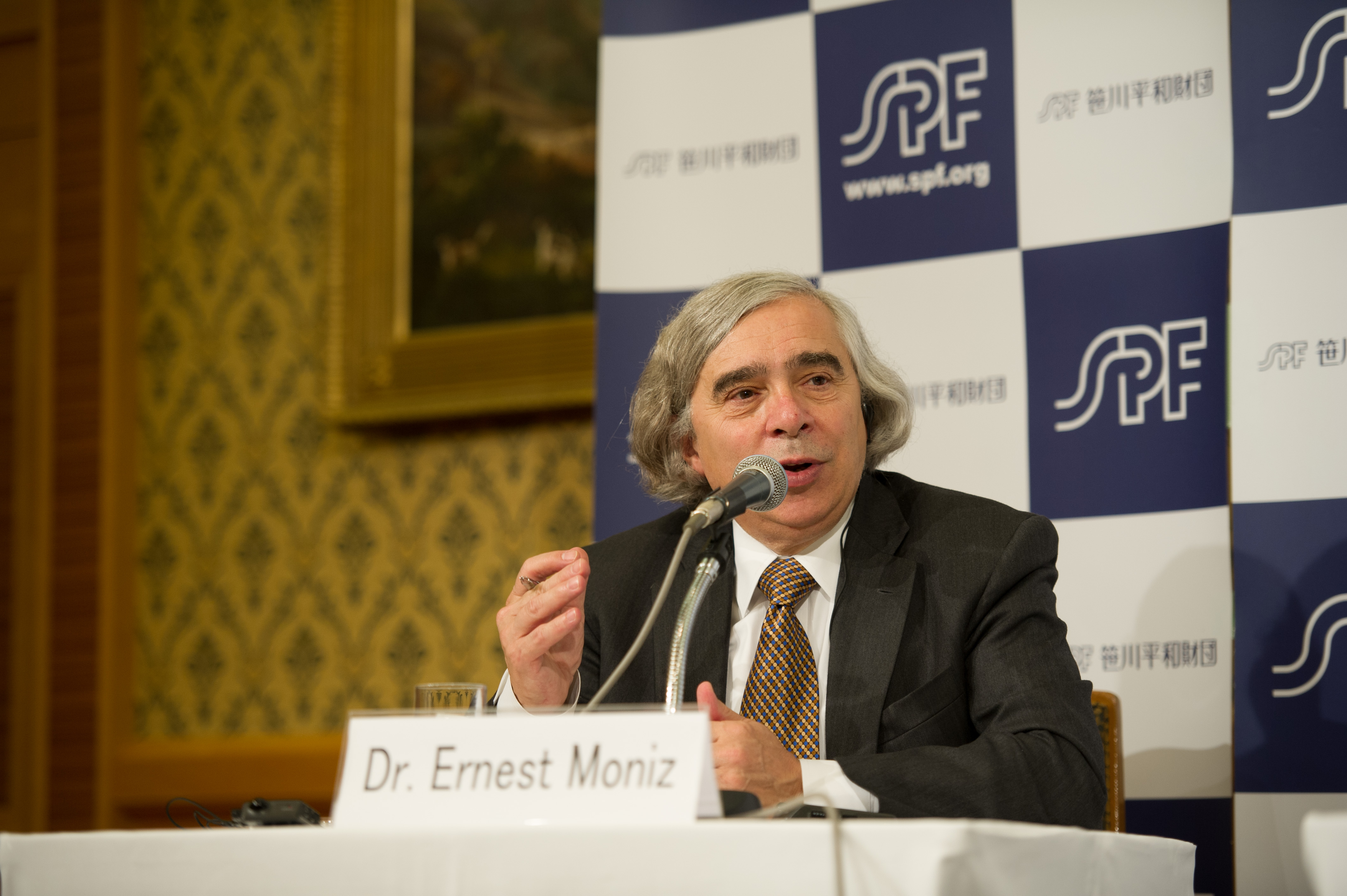
笹川平和財団
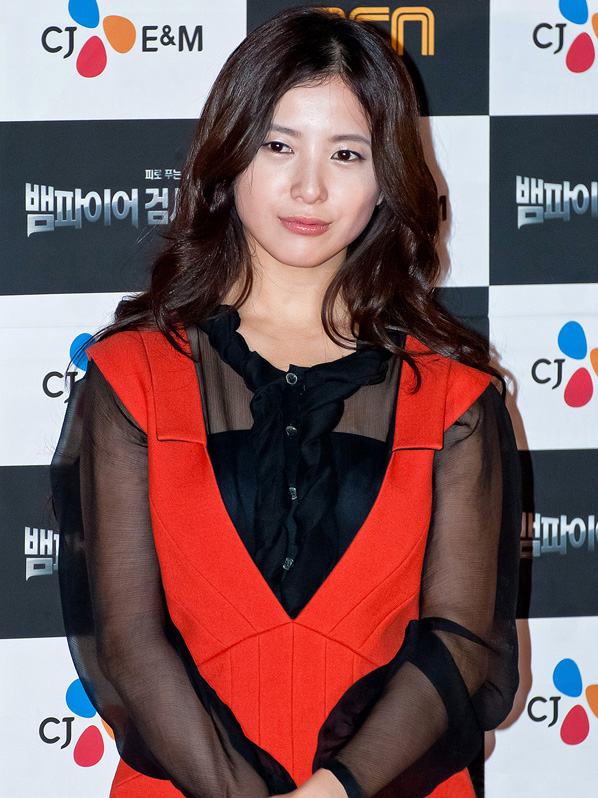
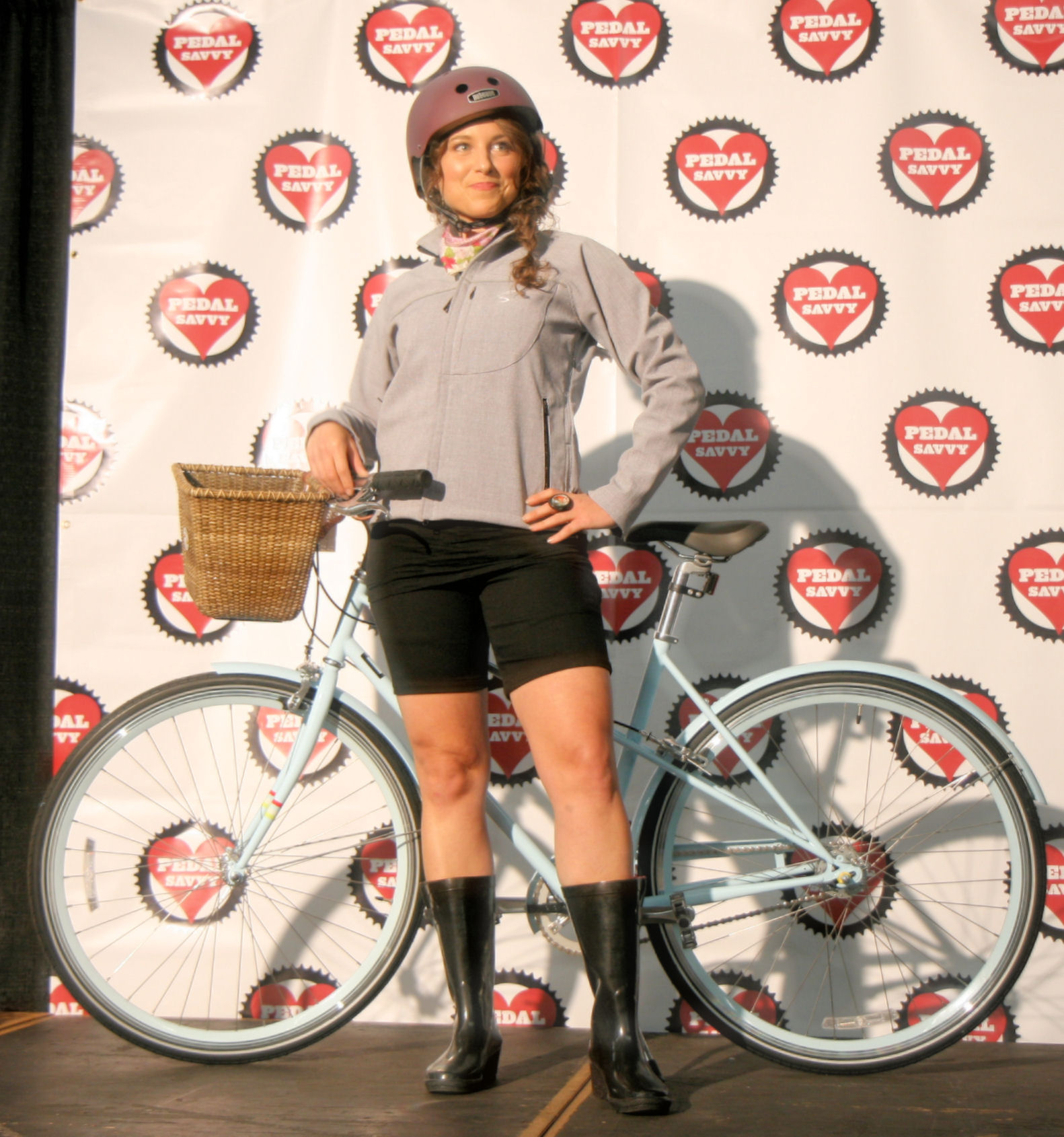

## 参考
- 看板製作：バックパネル（インタビューボード）の紹介 組立て式のパネルの設置方法